# John Harlin
John Elvis Harlin II (* 30. Juni 1935; † 22. März 1966) war Pilot der US Air Force und amerikanischer Bergsteiger.

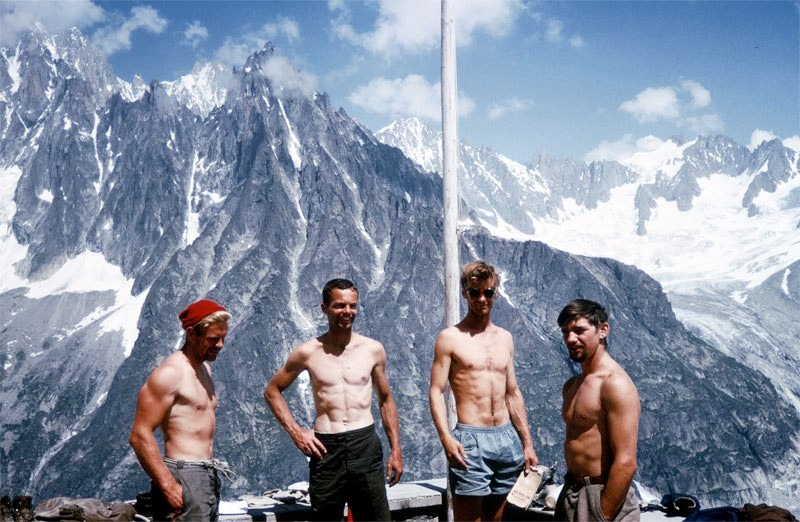
Die Fou-Seilschaft an der Schutzhütte L’Envers des Aiguilles: John Harlin II, Tom Frost, Gary Hemming und Stewart Fulton

## Leben
Harlin besuchte die Sequoia High School und studierte an der Stanford University. Er lebte mit seiner Frau und zwei Kindern in Deutschland und in der Schweiz, wo er in Leysin die Internationale Bergsteigerschule gründete. Nachdem er 1962 durch die ersten amerikanischen Begehungen der Eiger-Nordwand und der Aiguille du Dru internationale Anerkennung gefunden hatte, wollte er 1966 die Eiger-Nordwand in einer Direttissima (Direktroute) begehen. 400 Meter unterhalb des Gipfels riss das Fixseil, an dem Harlin hoch-jümarte, und er stürzte tödlich ab. Sein Kletterpartner, der schottische Bergsteiger Dougal Haston, erreichte dennoch zusammen mit der deutschen Seilschaft aus Sigi Hupfauer, Jörg Lehne, Günther Strobel und Roland Votteler den Gipfel. Diese neue Route wurde John-Harlin-Direttissima genannt.
Die Geschichte dieses Aufstiegs wurde von dem Briten Peter Gillman und Dougal Haston in ihrem Buch Direttissima: The Eiger Assault erzählt.
Der Sohn von Harlin, John Harlin III., der beim Tod seines Vaters neun Jahre alt war, ist auch Bergsteiger und Chefredakteur des American Alpine Journal der Zeitschrift des American Alpine Club. John Harlin III, Autor von fünf Büchern, bestieg 2005 den Eiger durch die klassische Nordwand-Route. Er hat ein Buch verfasst („The Eiger Obsession. Facing the Mountain That Killed My father“, deutsch „Die Wand aller Wände – Der Eiger, mein Vater und Ich“) über das Leben seines Vaters, dessen Bergsteigerleben und die Leidenschaft für die Eiger-Nordwand. Ein Film über die Nordwanddurchsteigung des Sohnes, erschien im Mai 2007: „Die Alpen“ von Steve Judson ist ein Imax Film über den Eiger und andere Alpengipfel.

## Erstbesteigungen
1965: Direttissima in der Westwand der Aiguille du Dru, Mont Blanc Massiv, Frankreich. Mit Royal Robbins.
1963 Voie américaine in der Südwand der Aiguille du Fou, Mont Blanc Massiv, mit Tom Frost, Gary Hemming und Stewart Fulton. Die Route galt lange Zeit als die schwierigste Kletterei in den Alpen.

## Verweise
John Harlin: Petit Dru, West Face Direttissima. American Alpine Journal (New York City, New York, USA: The American Alpine Club) 1966: 81–89. ISSN 0065-6925